# Електрофореза
Електрофорезата е движението на частици в дисперсна система под влиянието на пространствено еднородно електрично поле.
Методът се използва в молекулярната биология за отделяне на частите на молекулата на ДНК. Тя представлява движение на частици в електрично поле към единия от двата електрични полюса. Намира приложение в биохимията и медицината за разделяне на високомолекулни съединения на фракции с различна молекулна маса.
За първи път методът е наблюдаван през 1809 година в Московския държавен университет при опит с разтворени частици глина във вода.